# ولنتساخ
ولنتساخ (به آلمانی: Wolnzach) یک شهر در آلمان است که در بایرن واقع شده‌است.

## خصوصیات
ولنتساخ ۹۱٫۶۲ کیلومترمربع مساحت دارد ۴۱۵ متر بالاتر از سطح دریا واقع شده‌است.